# Provincie Massa-Carrara
Massa-Carrara (Provincia di Massa-Carrara) je jedna ze 110 italských provincií. Jejím hlavním městem je Massa.
Provincie Massa-Carrara leží v oblasti Toskánsko, na západě sousedí s provincií La Spezia, na severu s provinciemi Reggio Emilia a Parma, na východě s provincií Lucca. Na jihozápadě její břehy omývá Tyrrhenské moře.
Provincie o rozloze 1 156 km² má 17 obcí, nejdůležitější města jsou Massa a Carrara. Ke 31. prosinci 2013 zde žilo 200 325 obyvatel.

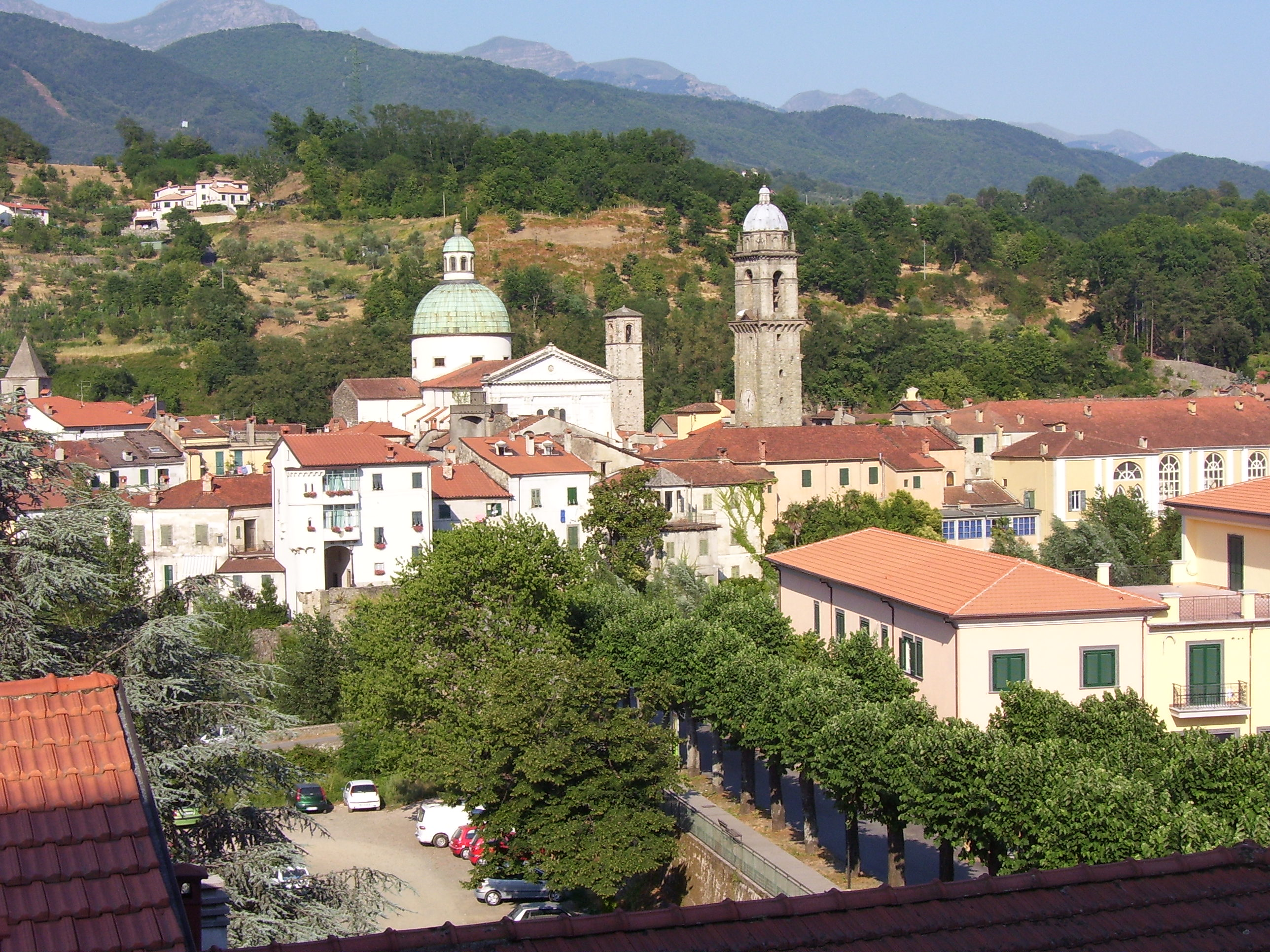
Typický záběr krajiny provincie – vesnice Pontremoli s horami v pozadí

## Historie
Provincie vznikla v roce 1859 oddělením historických území Lunigiana a Garfagnana od modenského vévodství. V roce 1923 k ní byly připojeny obce Calice al Cornoviglio a Rocchetta di Vara, původně náležející k provincii Spezia. Ve stejném období připadly všechny obce okresu Castelnuovo di Garfagnana k provincii Lucca jako kompenzace za odstoupení obcí v oblasti Valdinievole nové provincii Pistoia. V roce 1938 obce Massa a Montignoso se spojily v obec Apuania. V tomtéž roce vznikla la Zona industriale Apuana a provincie dostala jméno Provincia di Apuania. V roce 1947 byla nová obec Apuania zrušena a provincie znovu dostala původní jméno Provincia di Massa-Carrara s hlavním městem Massou.

## Ekonomika
Ekonomika provincie je významná, dříve byla založena především na slavném carrarském mramoru, nyní spočívá na dovozu a výrobě bloků mramoru a žuly z celého světa.